# Andrzej Michalik
Andrzej Michalik (ur. 28 października 1955 w Nowym Sączu) – polski duchowny rzymskokatolicki, doktor habilitowany teologii, profesor nadzwyczajny Uniwersytetu Papieskiego Jana Pawła II w Krakowie, wykładowca UPJPII Sekcja w Tarnowie, rektor Wyższego Seminarium Duchownego w Tarnowie w latach 2014–2019.

## Życiorys
Pochodzi z parafii Imienia NMP w Ptaszkowej. Po studiach filozoficzno-teologicznych w Wyższym Seminarium Duchownym w Tarnowie przyjął święcenia kapłańskie 31 maja 1981 roku z rąk bpa Jerzego Ablewicza. Po święceniach pracował jako wikariusz i katecheta szkół podstawowych w parafii Nawojowa (1981-1983). W 1982 r. uzyskał magisterium z teologii na Wydziale Teologicznym KUL na podstawie pracy pt. Wartość teorii dezyntegracji pozytywnej dla poradnictwa duszpastersko-psychologicznego. Kolejną placówką ks. Michalika była parafia Matki Bożej Nieustającej Pomocy w Mielcu, gdzie pracował jako wikariusz i katecheta szkół podstawowych i średnich (1983-1988). W latach 1988–1992 odbył studia specjalistyczne z teologii systematycznej na Wydziale Teologii Papieskiego Uniwersytetu Świętego Krzyża w Rzymie. Stopień licencjata otrzymał 20 czerwca 1990 r. na podstawie odbytych w latach 1988–1990 studiów oraz przedłożenia pracy pt. I miracoli di Gesù in s. Giovanni commentati da s. Tommaso. Doktorat z teologii otrzymał tamże 27 maja 1992 roku na podstawie pracy pt. L’aspetto apologetico del metodo esegetico di s. Tommaso d’Aquino. Po powrocie do Polski objął funkcje prefekta w Wyższym Seminarium Duchownym w Tarnowie (1992-1999) i redaktora naczelnego „Currendy” – Urzędowego Pisma Diecezji Tarnowskiej (1992-2000). Następnie pełnił obowiązki prorektora w WSD w Tarnowie (1999-2006) oraz prodziekana WTST PAT w Krakowie (2003-2006). Stopień doktora habilitowanego nauk teologicznych w zakresie teologii fundamentalnej uzyskał 24 listopada 2009 r. na Wydziale Teologicznym UPJPII w Krakowie. W latach 2010–2014 był redaktorem naczelnym „Tarnowskich Studiów Teologicznych”. Od 2014 do 2019 roku był rektorem Wyższego Seminarium Duchownego w Tarnowie.
Od 1 października 1992 r. jest wykładowcą w Wyższym Seminarium Duchownym w Tarnowie i Instytucie Teologicznym w Tarnowie (obecnie Wydział Teologiczny Sekcja w Tarnowie UPJPII w Krakowie). W latach 1992–1999 prowadził wykłady z teologii pastoralnej, obecnie wykłady z teologii fundamentalnej (od 1999) i religiologii (od 1998). Jest członkiem Komisji Głównej V Synodu Diecezji Tarnowskiej. W 2015 r. otrzymał godność Kanonika gremialnego Kapituły katedralnej w Tarnowie (od 2020 r. jest zastępcą prepozyta Kapituły katedralnej).

## Wybrane publikacje
- Jezus z Nazaretu. Poszukiwania chrystologiczne drogą wyznaczoną przez Josepha Ratzingera – Benedykta XVI. Tarnów 2016
- Odkryć na nowo smak wiary: konspekty spotkań Parafialnej Rady Duszpasterskiej na rok duszpasterski 2012/2013. Tarnów 2012
- Poznać „starszego brata”: szkice z historii, religii i kultury Żydów. Tarnów 2011
- Zrozumieć chrześcijaństwo: istota chrześcijaństwa według Josepha Ratzingera. Tarnów 2008
- Odkryć Sobór: szkic historyczno-teologiczny Soboru Watykańskiego II. Tarnów 2006[1]